# Voetbalkampioenschap van Harz 1928/29
In 1928/29 werd het zeventiende voetbalkampioenschap van Harz gespeeld, dat georganiseerd werd door de Midden-Duitse voetbalbond. De competitie van Elbe-Bode werd ontbonden en de clubs uit Aschersleben werden ondergebracht in Harz.
FC Germania 1900 Halberstadt werd kampioen en plaatste zich voor de Midden-Duitse eindronde. De club verloor meteen van Cricket-Viktoria Magdeburg.

## Gauliga
| Plaats | Club                          | Wed. | W  | G | V  | Saldo | Ptn.  |
| ------ | ----------------------------- | ---- | -- | - | -- | ----- | ----- |
| 1.     | FC Germania 1900 Halberstadt  | 20   | 13 | 3 | 4  | 84:30 | 29:11 |
| 2.     | VfL Halberstadt               | 20   | 12 | 3 | 5  | 74:40 | 27:13 |
| 3.     | FC Askania 1900 Aschersleben  | 20   | 11 | 1 | 8  | 79:61 | 23:17 |
| 4.     | SpVgg 1904 Thale              | 20   | 10 | 3 | 7  | 60:59 | 23:17 |
| 5.     | SC Preußen 1909 Halberstadt   | 20   | 9  | 4 | 7  | 54:42 | 22:18 |
| 6.     | Quedlinburger SV 1904         | 20   | 10 | 2 | 8  | 68:56 | 22:18 |
| 7.     | SV Germania 1916 Wernigerode  | 20   | 9  | 3 | 8  | 71:55 | 21:19 |
| 8.     | VfL Mars Quedlinburg          | 20   | 8  | 5 | 7  | 38:45 | 21:19 |
| 9.     | SC 1910 Halberstadt           | 20   | 7  | 4 | 9  | 45:67 | 18:22 |
| 10.    | SV Teutonia 1913 Aschersleben | 20   | 2  | 3 | 15 | 37:92 | 7:33  |
| 11.    | FC Viktoria 1910 Wernigerode  | 20   | 3  | 1 | 16 | 31:94 | 7:33  |

|  | Kampioen, geplaatst voor Midden-Duitse eindronde |
|  | Degradatie                                       |